# تطفر نوعي الموقع

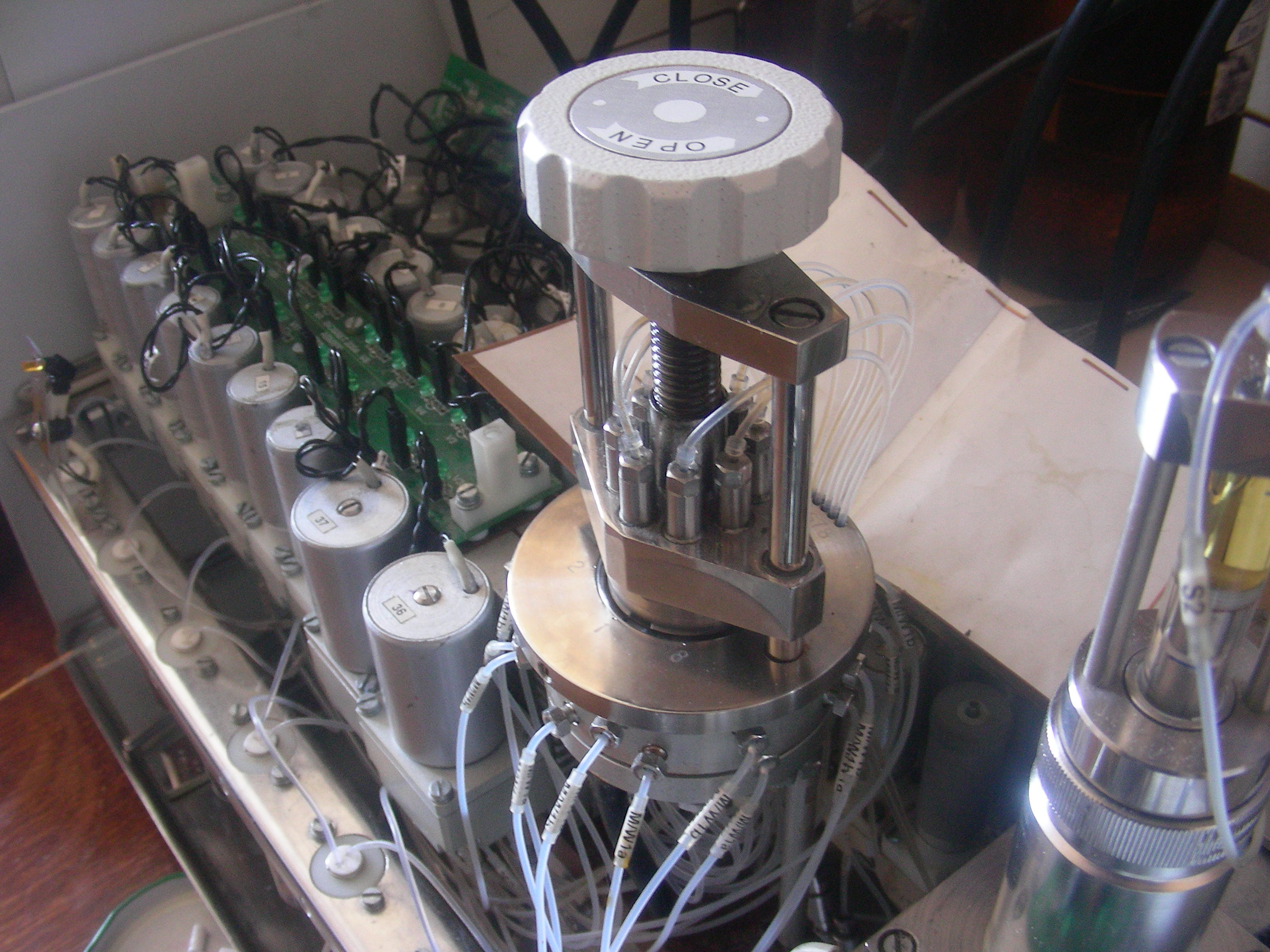
مُصنِّع قليلات نوكليوتيد أوتوماتيكي.

التطفر نوعي الموقع (بالإنجليزية: Site-directed mutagenesis)‏ هي تقنية مخبرية في علم الأحياء الجزيئي تُستخدم لإحداث تغيرات محددة متعمَّدة في تسلسل دنا جين معين وأي نواتج جينية له.تسمى كذلك تطفرٌ موجهُ الموقع أو تطفرُ قليلاتِ النوكليوتيد الموجه، تستخدم كذلك لدراسة بُنى ونشاط جزيئات الدنا والرنا والبروتينات البيولوجي، وتستخدم أيضا في هندسة البروتين.
التطفر نوعي الموقع أحد أهم التقنيات المخبرية لإحداث طفرات في تسلسل الدنا، وتوجد العديد من الطرق لتحقيقه. مع التكاليف المتناقصة لاصطناع قليلات النوكليوتيد؛ تُستخدم حاليا تقنية التخليق الاصطناعي للجين في بعض الأحيان كبديل للتطفر نوعي الموقع. منذ عام 2013، سمح تطوير تقنية كريسبر/البروتين المرتبط بكريسبر 9 المبنية على النظام المناعي ضد الفيروسات لدى بدائيات النوى بتعديل الجينوم، وأصبح القيام بالتطفير الحيوي سهلا أكثرا.

## تاريخ
المحاولات الأولى في التطفير باستخدام مطفرات كيميائية أو إشعاعية لم تكن موجهة الموقع، وتولد طفرات عشوائية. استُخدمت لاحقا مشابهات للنوكليوتيدات والمركبات الكيميائية الأخرى لتوليد طفرات نقطية موضعية (محددة الموقع). من الأمثلة على تلك المركبات: 2-أمينو بيورين، نيتروسوغوانيدين،  وثنائي الكبريتيت. تم تحقيق التطفر نوعي الموقعسنة 1974 في مختبر تشارلز وايسمان باستخدام مشابه نوكليوتيد لـ4N-هيدروكسي سيتيدين والذي أحدث انتقالا لـGC إلى AT. طرق التطفير هذه محدودة بنوع الطفرة التي يمكن أن تُحدثها، وليست دقيقة مثل طرق التطفر نوعية الموقع اللاحقة.
أظهر كلايد هيتشيسون ومارشال إيدجل سنة 1971 أنه من الممكن إنتاج نواتج مطفَّرَة وذلك عبر قطع صغيرة من العاثية X174 وإنزيمات اقتطاع. ابتكر هيتشيسون لاحقا مع معاونه مايكل سميث سنة 1978 نهجا أكثر مرونة للتطفر نوعي الموقع باستخدام قليلات نوكليوتيد في طريقة أولية للتمديد باستعمال بوليميراز الدنا. لدوره في تطوير هذه التقنية؛ تشارك مايكل سميث جائزة نوبل في الكيمياء لسنة 1993 مع كاري موليس الذي ابتكر تقنية تفاعل البوليميراز المتسلسل.